# Боболец
Боболец (грч. Πύργοι, Пирги) је насељено место у општини Просечен у периферији Источна Македонија и Тракија, Грчка. Према попису из 2021. године био је 131 становник.
Према бугарском географу и историчару, Василу Канчову, у Боболецу је 1900. године живело 245 Словена муслимана, 240 Словена хришћана и 7 Рома. Године 1923. муслиманско становништво је исељено у Турску, али није било насељавања грчких избеглица. На попису из 1928. године Боболец је имао 291 становника, углавном Словена.